# Старилковци
Старѝлковци е село в Северна България, община Габрово, област Габрово.

## География
Село Старилковци се намира на около 7 km северно от центъра на град Габрово, 4 km северозападно от село Донино и 12 km запад-югозападно от Дряново. Разположено е в западния край на източната част на платото Стражата, около километър източно от река Янтра, течаща в Стражанския пролом. Застроено е по северния долинен склон на малък десен приток на Янтра, откъм съседния му квартал Ставреците на село Мичковци и преобладаващият наклон на терена е приблизително на юг. Надморската височина в центъра на селото е около 450 m.
Населението на село Старилковци, наброявало 70 души при преброяването към 1934 г., намалява до 13 към 1985 г. и до 6 души (по текущата демографска статистика за населението) към 2019 г.

## История
През 1995 г. дотогавашното населено място колиби Старилковци придобива статута на село..

## Население
Преброяване на населението през 2011 г.
Численост и дял на етническите групи според преброяването на населението през 2011 г.:
|                     | Численост | Дял (в %) |
| Общо                | 8         | 100,00    |
| Българи             | 8         | 100,00    |
| Турци               | 0         | 0,00      |
| Цигани              | 0         | 0,00      |
| Други               | 0         | 0,00      |
| Не се самоопределят | 0         | 0,00      |
| Неотговорили        | 0         | 0,00      |